# Миролюбівська сільська рада (Тернопільський район)
Миролю́бівська сільська́ ра́да — адміністративно-територіальна одиниця та орган місцевого самоврядування в Тернопільському районі Тернопільської області. Адміністративний центр — село Миролюбівка.

## Загальні відомості
Миролюбівська сільська рада утворена в 1939 році.
- Територія ради: 27,49 км²
- Населення ради: 1 340 осіб (станом на 2001 рік)
- Територією ради протікає річка Серет

## Населені пункти
Сільській раді підпорядковані населені пункти:
- с. Миролюбівка
- с. Лучка

## Населення
Згідно з переписом УРСР 1989 року чисельність наявного населення сільської ради становила 1391 особа, з яких 645 чоловіків та 746 жінок.
За переписом населення України 2001 року в сільській раді мешкало 1335 осіб.

### Мова
Розподіл населення за рідною мовою за даними перепису 2001 року:
| Мова       | Відсоток |
| ---------- | -------- |
| українська | 99,85 %  |
| російська  | 0,15 %   |

## Склад ради
Рада складалася з 16 депутатів та голови.
- Голова ради: Криницький Володимир Дмитрович

### Керівний склад попередніх скликань
| Прізвище, ім'я, по батькові    | Основні відомості                                                               | Дата обрання | Дата звільнення |
| ------------------------------ | ------------------------------------------------------------------------------- | ------------ | --------------- |
| Криницький Володимир Дмитрович | Сільський голова, 1960 року народження, освіта середня спеціальна, безпартійний | 26.03.2006   | 31.10.2010      |
| Криницький Володимир Дмитрович | Сільський голова, 1960 року народження, освіта середня спеціальна, безпартійний | 31.10.2010   |                 |

Примітка: таблиця складена за даними сайту Верховної Ради України

### Депутати
За результатами місцевих виборів 2010 року депутатами ради стали:

#### За суб'єктами висування
| Суб'єкт висування | Кількість обраних депутатів | %    |
| ----------------- | --------------------------- | ---- |
| Самовисування     | 16                          | 94,1 |
| Народна партія    | 1                           | 5,9  |

#### За округами
| № округу       | Прізвище, ім'я, по батькові       | Дата визнання обраним | Освіта             | Партійна приналежність | Відомості про обраного депутата                                                       |
| -------------- | --------------------------------- | --------------------- | ------------------ | ---------------------- | ------------------------------------------------------------------------------------- |
| Народна Партія |                                   |                       |                    |                        |                                                                                       |
| 5              | Гарматій Іван Степанович          | 31.10.2010            | вища               | член Народної партії   | Буданівське лісництво, старший майстер                                                |
| Самовисування  |                                   |                       |                    |                        |                                                                                       |
| 1              | Магильницький Петро Іванович      | 31.10.2010            | вища               | позапартійний          | тимчасово не працює                                                                   |
| 2              | Дзюбенко Ганна Станіславівна      | 31.10.2010            | середня спеціальна | позапартійна           | Миролюбівська сільська рада, секретар                                                 |
| 3              | Амбрик Світлана Василівна         | 31.10.2010            | вища               | позапартійна           | Дит-садок, бухгалтер                                                                  |
| 4              | Боняківська Олександра Михайлівна | 31.10.2010            | середня спеціальна | позапартійна           | ТЦСООП, соціальний працівник                                                          |
| 6              | Олійник Наталія Ігорівна          | 31.10.2010            | вища               | позапартійна           | Лучківська загальноосвітня школа І-ІІ ст., вчитель                                    |
| 7              | Дільна Оксана Володимирівна       | 31.10.2010            | вища               | позапартійна           | Лучківська загальноосвітня школа І-ІІ ст., вчитель                                    |
| 8              | Яріш Василь Богданович            | 31.10.2010            | середня спеціальна | позапартійний          | ПАП «Агропродсервіс», водій                                                           |
| 9              | Бутковський Тарас Зіновійович     | 31.10.2010            | вища               | позапартійний          | Лучківська загальноосвітня школа І-ІІ ст., вчитель                                    |
| 10             | Воловець Володимир Орестович      | 31.10.2010            | середня спеціальна | позапартійний          | СП «Кріо ЛТД», директор                                                               |
| 11             | Заставний Ігор Степанович         | 31.10.2010            | незакінчена вища   | позапартійний          | ТНТУ, студент                                                                         |
| 12             | Романів Дмитро Іванович           | 31.10.2010            | незакінчена вища   | позапартійний          | ТНТУ, студент                                                                         |
| 13             | Костик Марія-Катерина Любомирівна | 31.10.2010            | вища               | позапартійна           | Миролюбівська сільська рада, землевпорядник                                           |
| 14             | Слободян Ольга Степанівна         | 31.10.2010            | вища               | позапартійна           | Миролюбівська школа-садок, сторож                                                     |
| 15             | Павлишин Лідія Василівна          | 31.10.2010            | вища               | позапартійна           | ЗАТ «Матімекс Україна», технолог                                                      |
| 16             | Кашицька Любов Тадеївна           | 31.10.2010            | вища               | позапартійна           | Головне управління статистики в Тернопільській області, головний спеціаліст-економіст |
| 17             | Матвієнко Олександр Вікторович    | 31.10.2010            | середня спеціальна | позапартійний          | тимчасово не працює                                                                   |